# Agence malaisienne d'application des lois maritimes
L' Agence malaisienne d'application des lois maritimes ( malais : Agensi Penguatkuasaan Maritim Malaysia - APMM ); officiellement connu sous le nom de Garde côtière malaisienne pour l'identification internationale, est une agence gouvernementale chargée de surveiller la zone économique exclusive maritime de Malaisie pour la sûreté et la sécurité des personnes et du pays. En outre, la tâche importante de l'APMM consiste à effectuer des opérations de recherche et sauvetage en mer.
L'Agence et ses membres font partie de l'Agence civile fédérale malaisienne et relèvent directement du Ministère des affaires intérieures. Cependant, le MMEA peut être intégré sous le commandement des forces armées malaisiennes en cas d' urgence, de crise spéciale ou de guerre. L'agence entretient des liens étroits avec la Garde côtière américaine (USCG) et la Garde côtière du Japon (JCG).

## Historique
L'Agence malaisienne d'application des lois maritimes est basée sur plusieurs années de recherche sur la nécessité de créer une garde côtière nationale. Sa création a été approuvée par le Cabinet le 21 août 2002. Par la suite, le 16 avril 2003, un comité directeur et une équipe centrale ont été formés pour faciliter le lancement en douceur. La loi APMM (loi 633) est entrée en vigueur le 15 février 2005 et l'APMM a commencé ses opérations le 30 octobre 2005. Cependant, le lancement officiel de l'APMM n'a eu lieu que le 21 mars 2006.

### Forces spéciales

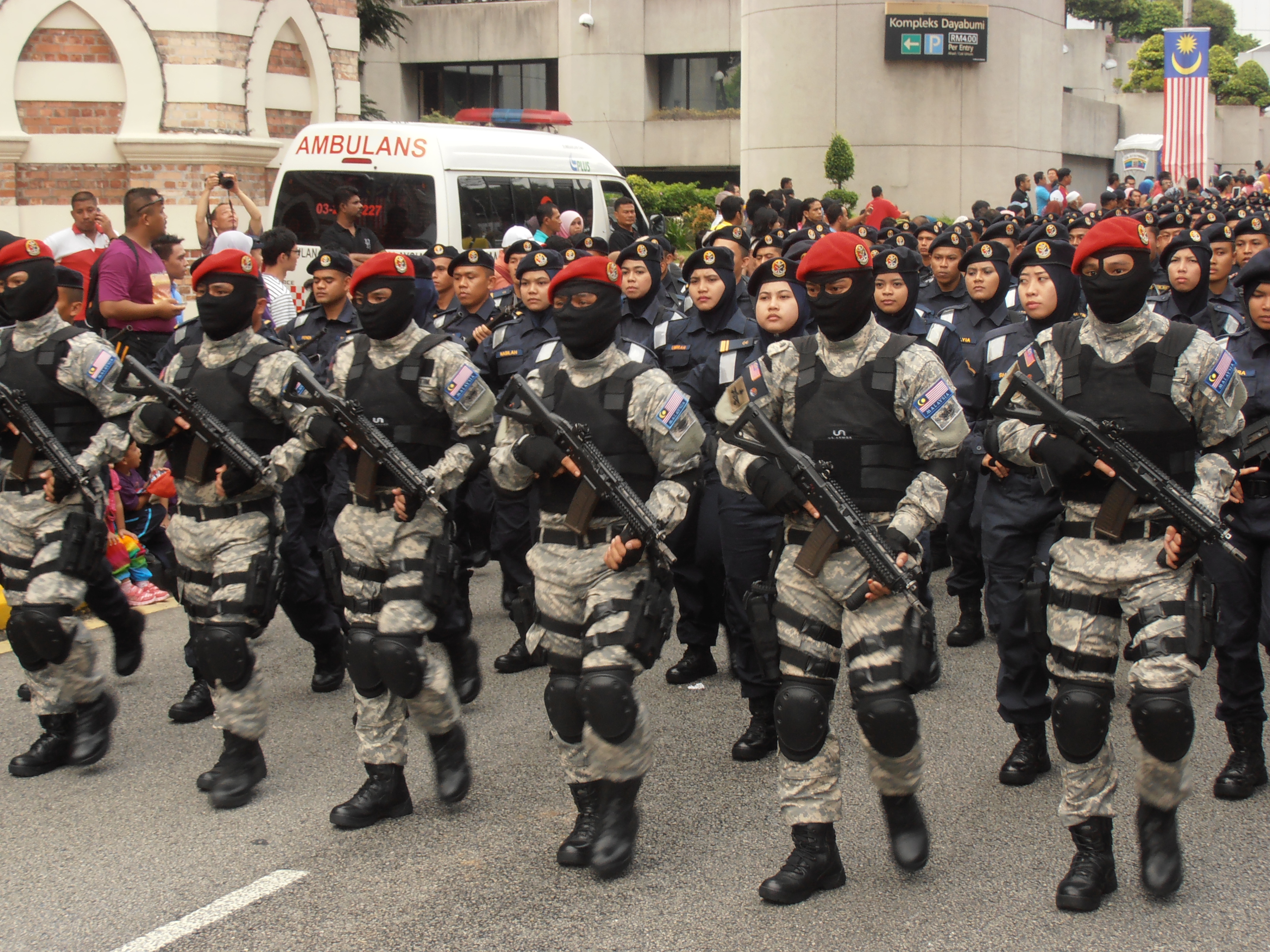
STAR

L'APMM possède actuellement sa propre unité de force spéciale d'élite appelée STAR (Special Task and Rescue). Elle est composée de membres du PASKAU (en) de l'Armée de l'air royale de Malaisie et du PASKAL de la Marine royale malaisienne. Leur tâche consiste à effectuer des opérations de sauvetage d'otages dans les eaux peu profondes qui sont sous la juridiction de la Malaisie. Ils sont également chargés d'effectuer des missions de lutte contre le terrorisme dans les eaux malaisiennes aux côtés de la marine.

### Aéronefs
| Nom                  | Origine | Nombre | Photo |
| -------------------- | ------- | ------ | ----- |
| Canadair CL-415MP    | Canada  | 2      |       |
| Eurocopter Dauphin   | France  | 3      |       |
| AgustaWestland AW139 | Italie  | 3      |       |
| UAV Fulmar           | Canada  | 6      |       |